# Yo! Noid
Yo! Noid is een computerspel dat werd ontwikkeld door Now Production en uitgegeven door Capcom. Het spel kwam in 1990 uit de Nintendo Entertainment System. Het spel is een side-scrolling platformspel. De speler speelt een rode Noid, een pizzabezorger en masqotte van Domino's Pizza. De speler moet achter de groene Noid aan die de reputatie van de keten aan het verknallen is.

## Platforms
| Jaar | Platform |
| ---- | -------- |
| 1990 | NES      |
| 1991 | Arcade   |

## Ontvangst
| Beoordeeld door  | Platform | Jaar | Score |
| ---------------- | -------- | ---- | ----- |
| Video Game Den   | NES      | 2012 | 60%   |
| Just Games Retro | NES      | 2004 | 52%   |
| All Game Guide   | NES      | 1998 | 30%   |